# Raionul Lutuhîne, Luhansk
Lutuhîne (în ucraineană Лутугинский район, transliterat: Lutuhînskîi raion) este un raion în regiunea Luhansk, Ucraina. Reședința sa este orașul Lutuhîne.

## Demografie
Componența lingvistică a raionului Lutuhîne
     Rusă (49,82%)
     Ucraineană (49,33%)
     Alte limbi (0,31%)
Conform recensământului din 2001, nu exista o limbă vorbită de majoritatea populației, aceasta fiind compusă din vorbitori de rusă (49,82%) și ucraineană (49,33%).